# Запорожье — Кривой Рог — Транзит
«Запорожье — Кривой Рог — Транзит» — сборная команда КВН, образовавшаяся в 1995 году при объединении команд Запорожского мединститута и чемпиона Первой лиги КВН 1993 года «Криворожская шпана».

## История
Две независимые команды, Запорожский государственный медицинский институт и «Криворожская шпана», соперничали в Первой лиге КВН сезона 1993 года. Решение об объединении двух команд было принято после финала. Команда дебютировала на сочинском фестивале в 1995 году. В 1997 году поделили с командой «Новые армяне» чемпионство в Высшей лиге КВН, став последней на данный момент командой Украины, победившей в Высшей лиге КВН.

## Достижения
- 1997 год — Чемпионы Высшей Лиги КВН.

## Состав
- Михаил Гуликов — капитан;
- Игорь Дащенко;
- Игорь Литвиненко;
- Сергей Авруцкий;
- Юрий Ловчиков;
- Владимир Зеленский
- Елена Маляшенко
- Юрий Крапов
- Руслан Тупилко
- Александр Кабанов
- Александр Медведев
- Сергей Андреев
- Олег Оныпко
- Сергей Шефир
- Борис Шефир
- Игорь Николаев
- Максим Щербаков
- и другие